# La Cruz del Apartadero
La Cruz del Apartadero är en ort i Mexiko.   Den ligger i kommunen Amealco de Bonfil och delstaten Querétaro Arteaga, i den sydöstra delen av landet, 130 km nordväst om huvudstaden Mexico City. La Cruz del Apartadero ligger 2 515 meter över havet och antalet invånare är 350.
Terrängen runt La Cruz del Apartadero är platt söderut, men norrut är den kuperad. Terrängen runt La Cruz del Apartadero sluttar österut. Runt La Cruz del Apartadero är det ganska tätbefolkat, med 83 invånare per kvadratkilometer. Närmaste större samhälle är Amealco, 10,8 km väster om La Cruz del Apartadero. Trakten runt La Cruz del Apartadero består till största delen av jordbruksmark.